# Parapasta
Parapasta  jest stosowana w endodoncji do dewitalizacji miazgi zębowej w nieuleczalnych zapaleniach miazgi. Wchodzący w skład wyrobu paraformaldehyd pozostawiony na odkrytej miazdze powoduje po 6 – 8 dniach jej martwicę, a po dalszych 2 – 6 dniach jej mumifikację.